# Формула-1 — Гран-прі Японії 2008
Гран-прі Японії 2008 року — шістнадцятий етап чемпіонату світу 2008 року з автоперегонів у класі Формула-1, пройшов з 10 по 12 жовтня 2008 року на трасі Фудзі (Японія) Перемогу на гран-прі святкував іспанський пілот стайні «Рено» Фернандо Алонсо. Ця перемога стала другою поспіль для іспанця і другою перемогою у сезоні як для Алонсо, так і для стайні «Рено».

## Класифікація

### Кваліфікація
|    | Пілот               | Команда            | 1 частина | 2 частина | 3 частина |
| -- | ------------------- | ------------------ | --------- | --------- | --------- |
| 1  | Льюїс Хемілтон      | Макларен-Мерседес  | 1:18.071  | 1:17.462  | 1:18.404  |
| 2  | Кімі Ряйкконен      | Феррарі            | 1:18.160  | 1:17.733  | 1:18.644  |
| 3  | Хейкі Ковалайнен    | Макларен-Мерседес  | 1:18.220  | 1:17.360  | 1:18.821  |
| 4  | Фернандо Алонсо     | Рено               | 1:18.290  | 1:17.871  | 1:18.852  |
| 5  | Феліпе Масса        | Феррарі            | 1:18.110  | 1:17.287  | 1:18.874  |
| 6  | Роберт Кубіца       | Заубер-БМВ         | 1:18.684  | 1:17.931  | 1:18.979  |
| 7  | Ярно Труллі         | Тойота             | 1:18.501  | 1:17.541  | 1:19.026  |
| 8  | Тімо Глок           | Тойота             | 1:17.945  | 1:17.670  | 1:19.118  |
| 9  | Себастьян Феттель   | Торо Россо-Феррарі | 1:18.559  | 1:17.714  | 1:19.638  |
| 10 | Себастьєн Бурде     | Торо Россо-Феррарі | 1:18.593  | 1:18.102  | 1:20.167  |
| 11 | Девід Култхард      | Ред Булл-Рено      | 1:18.303  | 1:18.187  |           |
| 12 | Нельсон Піке (мол.) | Рено               | 1:18.300  | 1:18.274  |           |
| 13 | Марк Веббер         | Ред Булл-Рено      | 1:18.372  | 1:18.354  |           |
| 14 | Кадзукі Накадзіма   | Вільямс-Тойота     | 1:18.640  | 1:18.594  |           |
| 15 | Ніко Росберг        | Вільямс-Тойота     | 1:18.740  | 1:18.672  |           |
| 16 | Нік Хайдфельд       | Заубер-БМВ         | 1:18.835  |           |           |
| 17 | Рубенс Барікелло    | Хонда              | 1:18.882  |           |           |
| 18 | Дженсон Баттон      | Хонда              | 1:19.100  |           |           |
| 19 | Адріан Сутіл        | Форс Індія-Феррарі | 1:19.163  |           |           |
| 20 | Джанкарло Фізікелла | Форс Індія-Феррарі | 1:19.910  |           |           |

### Перегони
|      | Пілот               | Команда            | Кіл | Час              | Старт | Очок |
| ---- | ------------------- | ------------------ | --- | ---------------- | ----- | ---- |
| 1    | Фернандо Алонсо     | Рено               | 67  | 1:30:21.892      | 4     | 10   |
| 2    | Роберт Кубіца       | Заубер-БМВ         | 67  | +5.2             | 6     | 8    |
| 3    | Кімі Ряйкконен      | Феррарі            | 67  | +6.4             | 2     | 6    |
| 4    | Нельсон Піке (мол.) | Рено               | 67  | +20.5            | 12    | 5    |
| 5    | Ярно Труллі         | Тойота             | 67  | +23.7            | 7     | 4    |
| 6    | Себастьян Феттель   | Торо Россо-Феррарі | 67  | +39.2            | 9     | 3    |
| 7    | Феліпе Масса        | Феррарі            | 67  | +46.1            | 5     | 2    |
| 8    | Марк Веббер         | Ред Булл-Рено      | 67  | +50.8            | 13    | 1    |
| 9    | Нік Хайдфельд       | Заубер-БМВ         | 67  | +54.1            | 16    |      |
| 10   | Себастьєн Бурде     | Торо Россо-Феррарі | 67  | +59.0            | 10    |      |
| 11   | Ніко Росберг        | Вільямс-Тойота     | 67  | +62.0            | 15    |      |
| 12   | Льюїс Хемілтон      | Макларен-Мерседес  | 67  | +78.9            | 1     |      |
| 13   | Рубенс Барікелло    | Хонда              | 66  | +1 коло          | 17    |      |
| 14   | Дженсон Баттон      | Хонда              | 66  | +1 коло          | 18    |      |
| 15   | Кадзукі Накадзіма   | Вільямс-Тойота     | 66  | +1 коло          | 14    |      |
| схід | Джанкарло Фізікелла | Форс Індія-Феррарі | 21  | коробка передач  | 20    |      |
| схід | Хейкі Ковалайнен    | Макларен-Мерседес  | 16  | двигун           | 3     |      |
| схід | Адріан Сутіл        | Форс Індія-Феррарі | 8   | прокол           | 19    |      |
| схід | Тімо Глок           | Тойота             | 6   | пошкодження шасі | 8     |      |
| схід | Девід Култхард      | Ред Булл-Рено      | 0   | аварія           | 11    |      |

Найшвидше коло: Феліпе Масса — 1:18.426.
Кола лідирування: Фернандо Алонсо — 32 (17-18, 29-43, 53-67), Роберт Кубіца — 18 (1-16, 44-45), Нельсон Піке (мол.)  — 7 (25-28, 50-52), Ярно Труллі — 4 (19-21, 49), Себастьєн Бурде — 3 (22-24), Кімі Ряйкконен — 3 (46-48).